# Gekko (процессор)
Gekko — 32-разрядный микропроцессор архитектуры PowerPC, созданный компанией IBM в 2000 году для компании Nintendo, для использования в качестве основного процессора игровой приставки шестого поколения Nintendo GameCube. Позднее использовался в игровых автоматах Sega Triforce.

## Разработка
Роль Gekko в игровой системе заключалась в обработке игровой логики, искусственного интеллекта, физики и обработки столкновений, особенных световых и геометрических эффектов, таких как мягкая трансформация, а также пересылки графических данных в системе.
Проект был анонсирован в 1999 году, когда IBM и Nintendo подписали контракт суммой в один миллиард долларов на разработку CPU, работающего на частоте порядка 400 МГц. IBM предпочли модифицировать свой существующий процессор PowerPC 750CXe для удовлетворения потребностей Nintendo в области тесного и сбалансированного взаимодействия с графическим процессором Flipper. Были изменены архитектура шины, DMA, модули сжатия и операций с плавающей точной, которые стали поддерживать особый набор SIMD-инструкций. CPU производит основную обработку особенных геометрических и световых эффектов и может передавать сжатые данные непосредственно в GPU.
Модификации IBM привели к производительности, которая превзошла спецификации Nintendo. Gekko считается прямым предшественником процессора Broadway, также разработанного и производимого IBM и используемого в консоли Wii.

### Особенности
- Суперскалярное RISC ядро на основе модифицированного PowerPC 750CXe (G3)
- Тактовая частота 486 МГц, в три раза больше тактовой частоты чипсета Flipper (162 МГц)
- 32-битный целочисленный 4-стадийный конвейер с двумя исполняющими блоками.
- FPU: 64-битный 7-стадийный конвейер для операций над числами с плавающей запятой двойной точности, применимый так же как 2×32-битный SIMD блок, обеспечивающий производительность в 1,9 GFLOPS.
- Более 50 новых SIMD-инструкций, ускоряющих обработку 3D-графики (т.н. Paired Single)
- 64-битная расширенная 60x шина между процессором и GPU/чипсетом с частотой 162 МГц и пиковой пропускной способностью 1,3 Гб/с.
- Кэш L1 — интегрированный в микросхему процессора, гарвардский, 64 Кбайт 8-way (32 + 32 Кбайт инструкции и данные). Кэш L2 — интегрированный в микросхему процессора, ассоциативный 2-way, объёмом 256 Кбайт.
- Производительность 1125 DMIPS (dhrystone 2.1)
- Шестислойный 180 нм IBM CMOS технологический процесс с медными межсоединениями. Более 21 миллиона транзисторов. Площадь кристалла — 43 мм².
- Напряжение питания — 1,8 В для логики и ввода-вывода. Рассеивает 4,9 Ватта тепла.
- Корпус типа PBGA, размером 27×27 мм, 256 выводов.

### Интересные факты
Название Gekko процессор получил из-за особенного паттерна технологической маски изготовления, похожую на кожу ящериц семейства Гекконы, которую можно рассмотреть под микроскопом:
https://github.com/ogamespec/dolwin-docs/blob/master/RE/IBM_GEKKO/00003.jpg